# 新華銀行
新華銀行為中國銀行集團十三成員銀行之一，早年成立於中國大陸，前身為商業儲蓄銀行。

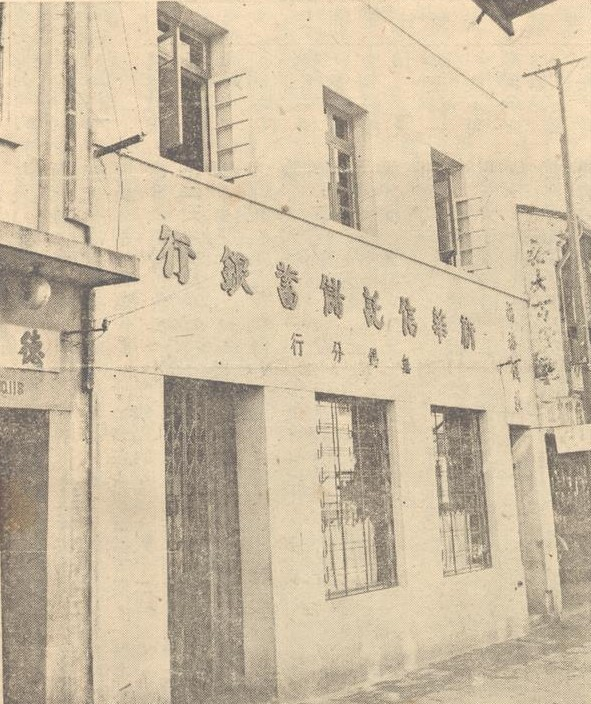
1948年的新华信托储蓄银行无锡分行

## 历史
鲍宗汉与友人王志莘在1914年於北京成立，原為新華信託儲蓄銀行，其後總行遷往上海。
1948年易名為“新華信託儲蓄商業銀行”，是當時譽滿上海的“南四行”之一。
1947年在香港复設分行。复行时设址雪厂街4号。
50年代，新华银行的业务移至香港分行。
1980年，總行改稱為總管理處，遷址北京。
1990年後，原中國銀行大廈曾為該銀行所使用，並曾易名為新華銀行大廈，直至被合併。
1991年12月，以简称为正式名称，称新华银行。
1993年8月，重新在内地设立网点，设立深圳分行，提供外汇及批发银行业务。
20世纪90年代，香港分行有36家支行，总资产超逾600亿港元。为香港中银集团规模第二大的成员之一，仅次于南洋商业银行。
2001年，包括新華銀行在內的十三間銀行，合併成為中銀香港。